# Драган Лозенски
Драган Николов Лозенски е български скулптор и художник.

## Биография
Роден е на 3 януари 1906 г. в Кюстендил. Завършва Художествената академия в София, специалност скулптура, при проф. М. Василев (1930). През 1945–50 г. е главен инспектор в Министерството на народната просвета. Доцент (1960) по методика на рисуването във ВИИИ „Н. Павлович“, заместник-ректор (1952-60), декан на Факултета за приложни изкуства (1967–69) към Института.
Драган Лозенски е един от първите членове и основател на Дружеството на новите художници. Член на СБХ. Работи предимно в областта на портретния жанр и фигуралната композиция. Участва в 15 общи изложби – в София, Варна, Кюстендил (заедно със Стоян Венев, 1931), Париж (1937) и др. Изгражда паметници на много културни и политически дейци в редица градове на страната. Автор на паметници – бюстове на Ильо войвода (1939), Йордан Митрев (1961) и Иван Лозенски (1967) в Кюстендил, Г. Караджов в с. Долно Драглище, Благоевградско, на Сл. Костадинов (1977) в Дупница. Съавтор на паметника на Иван Вазов в София (1956). През 1944 г. заедно с Владимир Димитров - Майстора полагат основите на Художествена галерия „Владимир Димитров - Майстора“ в Кюстендил.
Посещава и твори в много страни по света: Франция, Германия, Чехия, Русия, Гърция, Турция, Унгария. Негови творби има в НХГ, Софийската градска художествена галерия, Художествена галерия „Владимир Димитров - Майстора“ и в множество наши и чужди частни сбирки и колекции.
Носител на ордените „Кирил и Методий“ II ст. (1957 и 1962), I ст. (1966), „Червено знаме на труда“ (1976), „Народна република България“ I ст.